# Sardelowate
Sardelowate (Engraulidae) – rodzina ryb promieniopłetwych z rzędu śledziokształtnych (Clupeiformes), blisko spokrewniona ze śledziowatymi, od których różni się budową pyska. Wiele gatunków ławicowych, zwłaszcza sardela peruwiańska i sardela europejska, ma duże znaczenie gospodarcze, połowy sardelowatych sięgają 25% wśród wszystkich śledziokształtnych.

## Występowanie
Głównie przybrzeżne wody oceaniczne i estuaria strefy tropikalnej, subtropikalnej i umiarkowanej. Niektóre gatunki słodkowodne lub dwuśrodowiskowe. W Morzu Bałtyckim występuje sardela europejska.

## Cechy charakterystyczne
- ciało wydłużone, zwykle o długości 10–20 cm, maksymalnie do 50 cm
- głowa duża, górna szczęka dłuższa, tworzy spiczasty ryjek wystający w przód ponad dużym otworem gębowym
- pojedyncza, mała płetwa grzbietowa, ułożona pośrodku
- płetwy brzuszne położone w linii podstawy płetwy grzbietowej
- płetwa ogonowa mocno wcięta
- planktonożerne, większość występuje w dużych ławicach

## Klasyfikacja
Podrodziny zaliczane do tej rodziny:

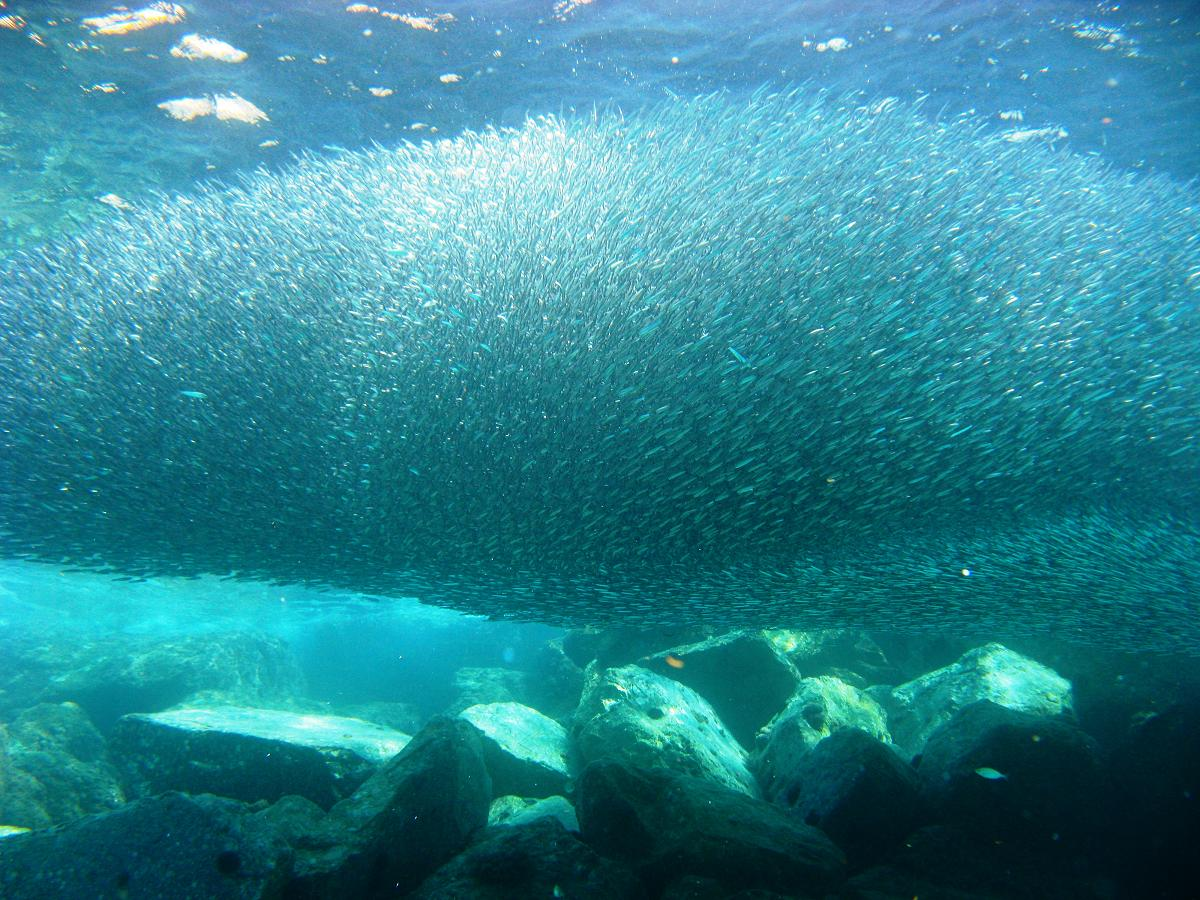
Ławica sardeli europejskiej

- Coiliinae Bleeker, 1872
- Engraulinae Gill, 1861